# Laspougeas

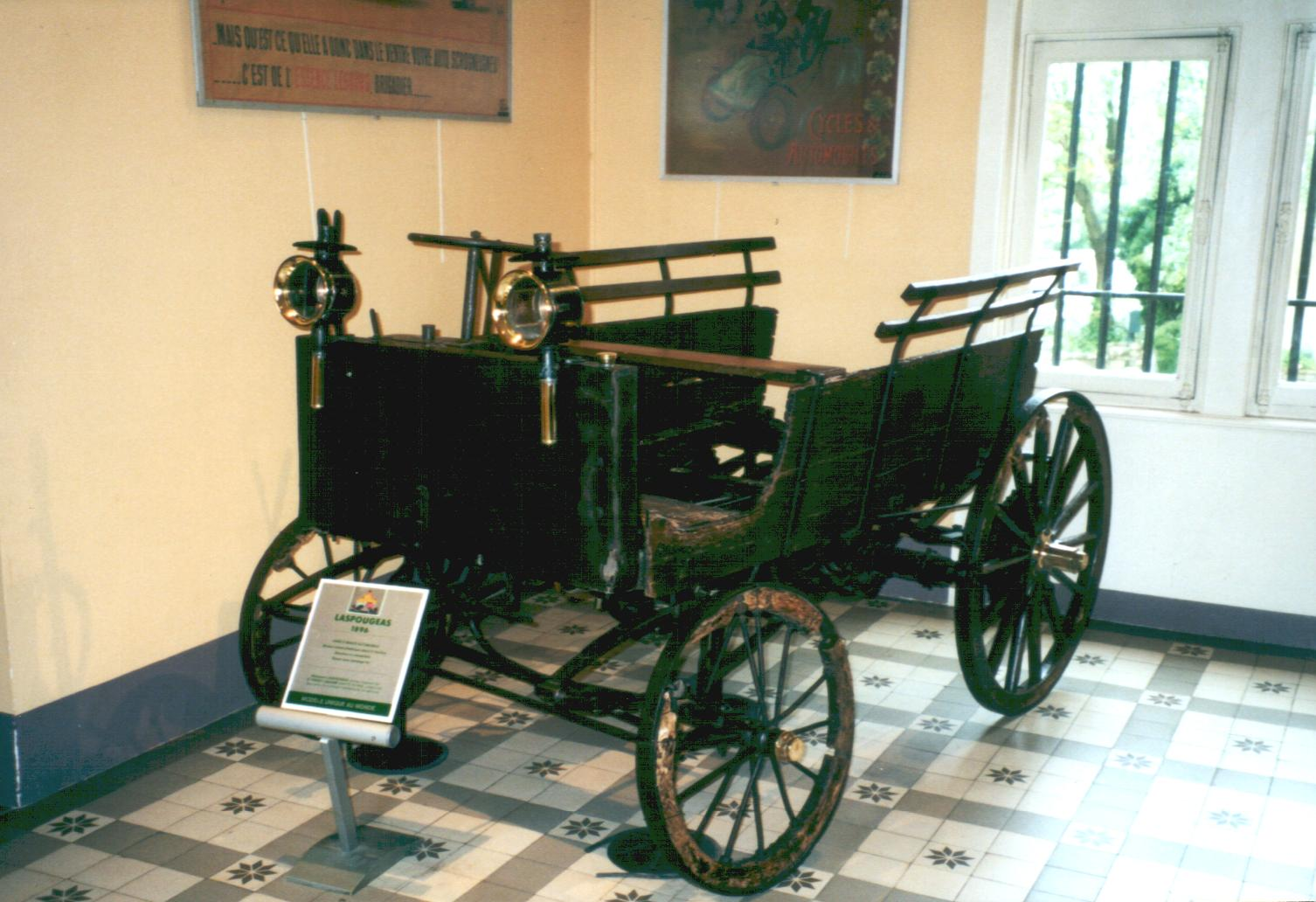
Laspougeas als Break von 1896

Laspougeas war ein französischer Automobilhersteller.

## Unternehmensgeschichte
Das Unternehmen aus Saint-Priest-Ligoure begann 1896 mit der Produktion von Automobilen. 1898 endete die Produktion.

## Fahrzeuge
Es wurden Fahrzeuge mit Einzylindermotor im Heck hergestellt. Die hinteren Räder waren größer als die vorderen. Unter anderem gab es die Karosserieform Break mit Platz für sechs Personen.
Ein Fahrzeug dieser Marke ist im Musée Henri Malartre in Rochetaillée-sur-Saône zu besichtigen.